# Menqèt
Dans la mythologie égyptienne, Menqèt (ou Menket) est la personnification de la bière. Dans les textes funéraires, elle intervient en faveur des défunts pour qu'ils ne manquent pas de bière dans leur séjour de l'au-delà. Elle est représentée comme une femme avec le hiéroglyphe de la cruche au-dessus de la tête.